# Aeroporto de Carutapera
O Aeroporto de Carutapera é um aeroporto brasileiro que fica localizado na MA-206, na saída do município de Carutapera, no Maranhão. Encontra-se a 1634 km de Brasília e a 2485 km de São Paulo (capital). Sua pista possui 965 metros em piçarra e é sinalizada.